# Río Toa
El río Toa es un curso de agua de Cuba, el más caudaloso de la isla. Se encuentra ubicado en la provincia de Guantánamo, en las cercanías de la ciudad de Baracoa. Su nombre procede de una voz indígena que significa "rana".

## Cuenca
El río tiene una longitud de 130 km, nace en las montañas de Nipe-Sagua Baracoa y desemboca en el Tibaracón del Toa, en la costa norte de la provincia. Recorre una zona declarada Reserva de la biosfera, por la Unesco donde se creó el Parque nacional Alejandro de Humboldt. Su cuenca es de aproximadamente 1060 km² y la lluvia media anual es de 2800 mm, la mayor de toda Cuba. Tiene un caudal de 31 m³/s.

## Conservación
El río es uno de los mejor conservados del país debido al relativo aislamiento de la zona donde se encuentra enclavado, altamente protegida. Rodeado por los bosques tropicales mejor conservados del Caribe insular, es una importante región ecológica.